# Cais de Gaia

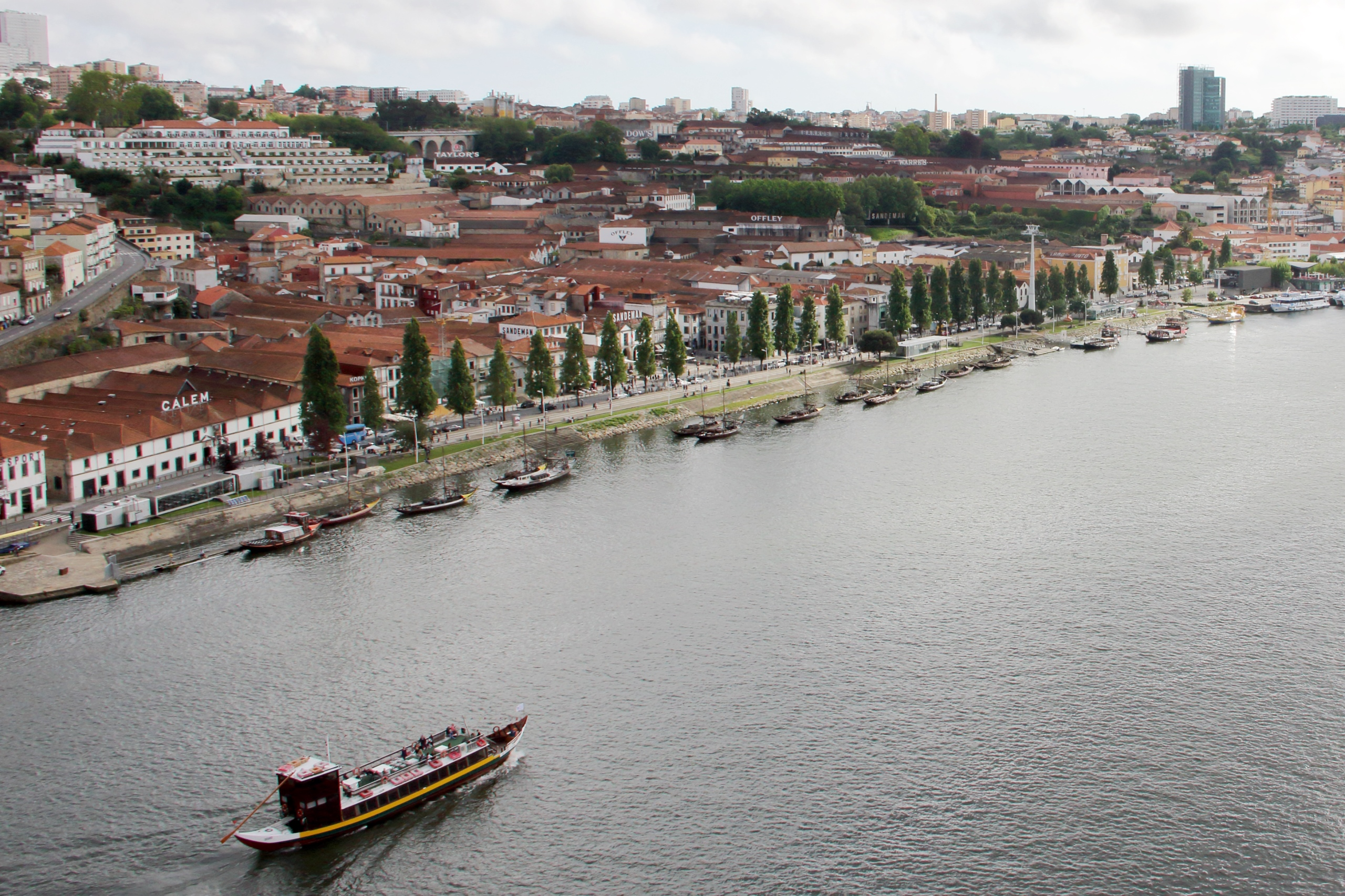
Der Cais de Gaia zieht sich am Ufer des Douro entlang.

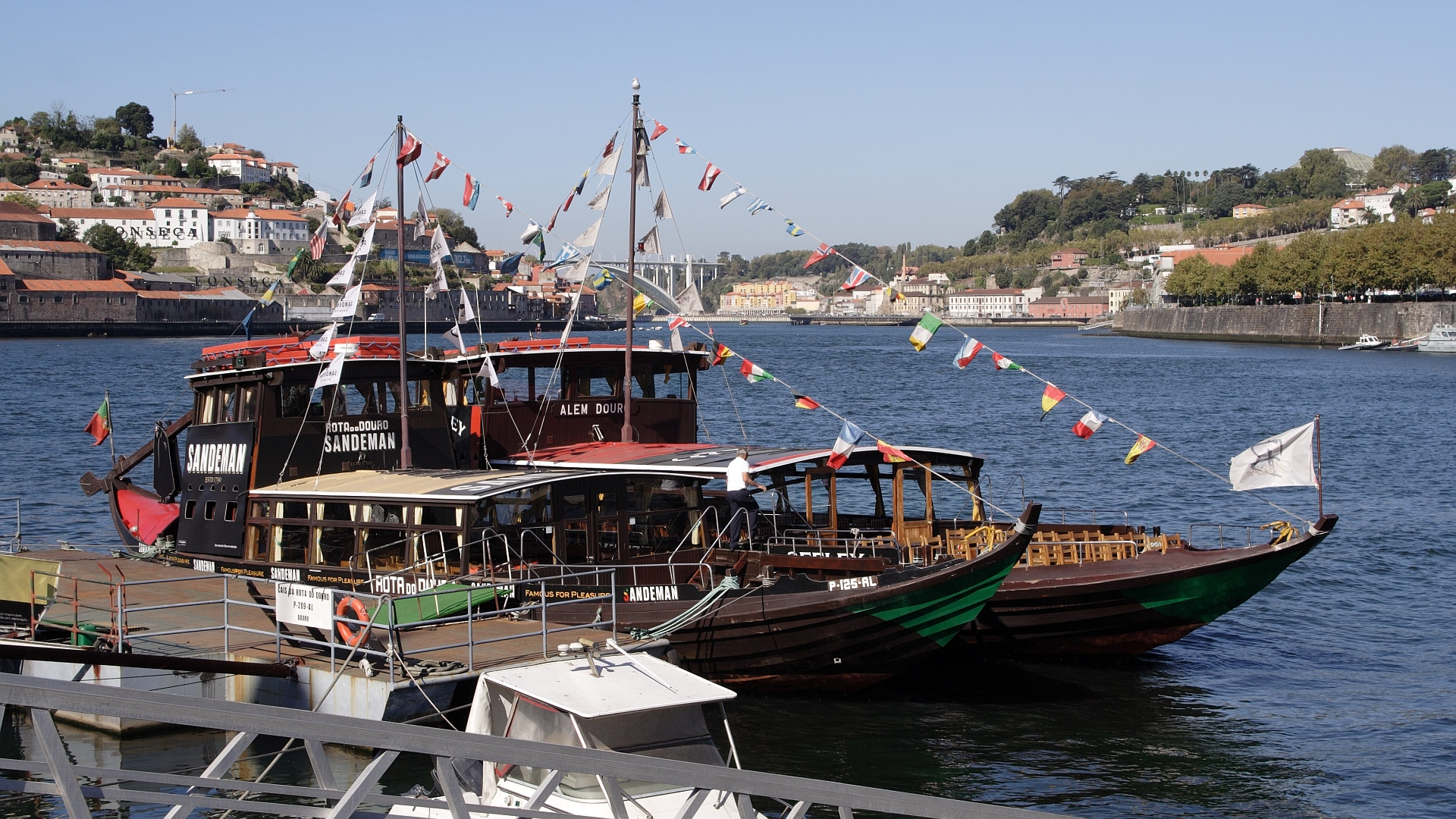
Rabelos warten am Cais de Gaia auf Gäste für Douro-Rundfahrten.

Der Cais de Gaia (portugiesisch für Kai von Gaia) ist ein touristisches Zentrum in Vila Nova de Gaia, Portugal.
Der Cais de Gaia bezeichnet die Uferpromenade am südlichen Ufer des Douros, westlich der Ponte Dom Luís I und gegenüber der historischen Altstadt Portos und der Ribeira, die beide seit 1996 zum UNESCO-Weltkulturerbe gehören. Der von dem Architekten Passo de Sousa durchgeführte Ausbau der Küste zur Uferpromenade kostete 15 Millionen Euro, begann 2000 und dauerte drei Jahre. Nach dem Abschluss der Arbeiten im Jahr 2003 wurden diese vom portugiesischen Tourismusinstitut prämiert. Im selben Jahr wurde der Cais von 2,4 Millionen Menschen besucht. Heute ist der Cais neben zahlreichen Bars und Restaurants auch Ausgangsort für Bootsausflüge in die Weinregion Alto Douro und besonders in Sommernächten Standort für Freiluftkonzerte. Seit 2004 ist der Cais außerdem das erste öffentliche unüberdachte Areal Portugals, an dem ein WLAN-Hotspot installiert ist.
Der Cais de Gaia ist insgesamt etwa 1500 m lang. Etwa auf halber Strecke befindet sich die Talstation der Teleférico de Gaia. Im Anschluss daran wurden einige moderne Restaurants und Cafés errichtet. Die Flusskreuzfahrtschiffe, die den Douro bis an die spanische Grenze hinauffahren, haben hier ihren Liegeplatz. Von der Ponte Dom Luís I bis hier ist die Uferpromenade breit ausgebaut. Viele für den Douro typische Rabelos liegen hier, einige auch als Fahrgastschiff für kurze Rundfahrten auf dem Douro. Weiter westlich ist der Cais de Gaia nur noch der teilweise über den Fluss gebaute Fußweg der gleichnamigen Uferstraße. Eine kleine Werft für den Bau und die Reparatur der Rabelos bietet Einblicke.
Koordinaten: 41° 8′ 14″ N, 8° 37′ 3″ W